# Роналд Мейтленд
Роналд Мейтленд (англ. Ronald Maitland, 6 січня 1887 — 15 квітня 1937) — канадський яхтсмен.
Срібний призер Олімпійських Ігор 1932 року в класі 8 метрів.